# Артем'єв Євген Іванович
Євген Іванович Артем'єв (нар. 8 грудня 1912, місто Харків — 12 жовтня 1992, місто Москва, Російська Федерація) — радянський державний діяч, інженер-конструктор, вчений. Кандидат технічних наук (1964). Депутат Верховної Ради СРСР 3—4-го скликань.

## Біографія
Навчався в Харківському механіко-машинобудівному інституті (1932—1934 роки) та Харківському автодорожньому інституті (1934—1937 роки).
До початку німецько-радянської війни — конструктор на Харківському заводі № 75.
З 1941 року перебував у евакуації, у 1941—1942 роках працював на Сталінградському тракторному заводі, засвоїв виробництво дизелів В-2. Член ВКП(б).
У 1942—1944 роках — начальник серійного конструкторського бюро (КБ) на заводі № 77 («Трансмаш») у місті Барнаулі Алтайського краю.
У 1944—1956 роках — головний конструктор Відділу головного конструктора, у 1956—1958 роках — головний інженер, у 1958 році — директор Барнаульського заводу транспортного машинобудування Алтайського краю.
У 1958 році переведений в Москву 1-м заступником голови Комітету у справах винаходів і відкриттів (працював на цій посаді до 1970-х рр.).
Делегат XIX з'їзду ВКП (б) (1952).

## Нагороди та премії
- орден Леніна (1945)
- два ордени «Знак Пошани»
- Сталінська премія третього ступеня (1949) — за створення сімейства дизельмоторів
- Медаль «За доблесну працю у Великій Вітчизняній війні 1941—1945 рр.» (1945)